# Más (Breaking Bad)
"Más" es el quinto episodio de la tercera temporada de la serie dramática de televisión estadounidense Breaking Bad, y el episodio 25 en general de la serie. Escrito por Moira Walley-Beckett y dirigido por Johan Renck, se emitió en AMC en los Estados Unidos y Canadá el 18 de abril de 2010.

## Trama
En un flashback, se revela que después de que Walter le dio a Jesse sus ahorros para comprar una casa rodante, pasó festejando toda la noche en un club de striptease con sus amigos Combo Ortega y Skinny Pete. A la mañana siguiente, Jesse entra en pánico cuando se da cuenta de que solo le quedan $1,400 dólares para comprar un RV, pero Combo lo rescata vendiéndole el RV de su madre por el resto del dinero.
De vuelta al presente, Jesse está furioso porque Walt recibió la otra mitad de su pago por la metanfetamina y lo llama para exigirla. Walt niega haber hecho ningún tipo de trato por la mitad de las ganancias, pero le dice a Jesse que no tiene permiso para cocinar su fórmula. Mientras tanto, Hank sigue buscando incansablemente el RV del "laboratorio de metanfetamina rodante"; después de un confuso incidente, su amigo y socio Gómez, le revela que será enviado a El Paso en su lugar. Hank queda consternado por esta noticia pero, sin embargo, sigue comprometido con su trabajo. Regresa a casa y tiene una discusión con Marie después de que ella muestra preocupación por su bienestar, sintiendo que quienes lo rodean lo acusan simplemente por hacer su trabajo.
Walt va a ver a Gus en Los Pollos Hermanos y lo reprende por darle la mitad del dinero de Jesse en un intento de atraerlo para que trabaje para él. Gus se disculpa por la transparencia de la estratagema y luego le pide a Walt que dé un paseo con él. En un último intento por lograr que Walt acepte la oferta, Gus lo lleva a su laboratorio de metanfetamina, que se encuentra discretamente dentro de una lavandería industrial. Walt está impresionado por el laboratorio y el equipo que contiene, pero, sin embargo, rechaza la oferta nuevamente, diciendo que su tiempo en el negocio de la metanfetamina le ha costado a su familia y que no puede darse el lujo de tomar otra mala decisión. Gus le dice con firmeza que un hombre mantiene a su familia, independientemente de si ella lo aprecia o no por ello.
Skyler sigue disfrutando de su aventura con Ted y luego Marie le cuenta sobre el cambio de comportamiento de Hank. Su hermana afirma que "la muerte cambia a las personas", lo que lleva a Skyler a reconsiderar su aventura y su opinión sobre Walt. Después de encontrar la bolsa grande con las ganancias de la metanfetamina de Walt en la casa y examinar el dinero que contiene, Skyler habla con su abogada de divorcios y le confía el hecho de que actualmente se está acostando con su jefe, así como sus dudas sobre si Walt hizo lo que hizo" por la familia. Su abogada alienta a Skyler a que lo deje de inmediato, ya que cuanto más tiempo se queda con Walt, más culpable se vuelve por sus crímenes. Skyler sigue dudando. Sin embargo, cuando llega a casa, se sorprende al descubrir que Walt empacó sus cosas, incluida la bolsa de dinero, y salió de la casa. También firmó el contrato de divorcio y finalmente aceptó la oferta de Gus de continuar su trabajo en el negocio de la metanfetamina.
Walt se encuentra con Jesse en la oficina de Saul Goodman y le entrega su otra mitad del pago. Sin embargo, le dice fríamente a Jesse que será el último dinero que ganará en el negocio de la metanfetamina, ya que Gus solo estaba usando para que trabajara para él. Jesse se enfurece aún más cuando Saul se pone del lado de Walt, renegociando un acuerdo de lavado de dinero para asegurarse una parte de las ganancias de Walt. Jesse les dice que esto no le impedirá cocinar y luego sale de la oficina furioso. Recoge un pedazo roto de un bordillo y lo arroja al parabrisas delantero recién reemplazado de Walt.
La búsqueda de la casa rodante por parte de Hank casi no rinde frutos, hasta que descubre que existe otro RV no inscrito en los registros; esto lo lleva a la puerta de la casa de la madre de Combo, quien nunca denunció el robo de su casa rodante después de que su hijo se la vendiera a Jesse. Hank observa la habitación de Combo y encuentra una foto de Combo y Jesse durante su noche en el club de striptease, lo que lleva a Hank a fijar su mirada en él.

## Producción
El episodio fue escrito por Moira Walley-Beckett y dirigido por Johan Renck; se emitió en AMC en los Estados Unidos y Canadá el 18 de abril de 2010.

## Recepción
Donna Bowman de The AV Club otorgó a "Más" una calificación de "A", elogiando su "punto de inflexión inteligente, conmovedor y, a menudo, asombroso para la temporada 3. Seth Amitin también le dio una puntuación de 9.9/10, escribiendo "Todo sobre 'Mas' fue genial, de principio a fin".
Stephen Glass escribe en el ensayo "Better Than Human", que el acto de Jesse de romper el parabrisas del Pontiac Aztek de Walt simbolizó la destrucción del orgullo de Walt por el hecho de que la gente lo admira.
Susan Johnston se refiere al episodio en su ensayo "Family Man: Walter White and the Failure of Fatherhood".
En 2019, The Ringer clasificó a "Más" en el puesto 57 en un ranking con los 62 episodios totales de Breaking Bad.

### Audiencia
La emisión original del episodio fue vista por 1,61 millones de espectadores, lo que supuso un aumento con respecto a los 1,46 millones del episodio anterior, "Green Light".